# Senilia

Arthur Schopenhauer, 1859

Senilia ist der Titel einer von Arthur Schopenhauer verfassten Sammlung kleiner Weisheiten, die unter dem Buchtitel Die Kunst, alt zu werden veröffentlicht wurden. Sie enthält die Ergebnisse des Meditierens, wie sie Schopenhauer in den letzten Jahren seines Lebens aufgezeichnet hat. In den darauf folgenden 150 Jahren ist viel Wissen um das Altern hinzugekommen. Jedoch die Kunst, alt zu werden – also das (laut Schopenhauer) „geniale“ Verhalten des seelisch-geistig tätigen Menschen – ist kaum überholbar in Schopenhauers Nachlass erhalten.
Dennoch gibt es in zweieinhalb Jahrtausenden zahllose Befunde wissenschaftlicher und künstlerischer Provenienz, die eine heute mögliche Vorstellung von der Kunst, alt zu werden, kennzeichnen. Die Kunst, alt zu werden, erschließt sich aus ihrer Geschichte.

## Schopenhauers Vorläufer
Schopenhauers Ansichten über die zweieinhalbtausendjährige Tradition philosophischer Lehren vom Altwerden sind bereits in den Parerga und Paralipomena dargelegt. Die Senilia stehen in der Tradition des Buddhismus und der Vorsokratiker. Selbstverständlich finden sich Bezugnahmen auf Platon (bzw. Sokrates) und natürlich auch auf die römische Philosophie, besonders Cicero.

„Um allezeit einen sicheren Kompass, zur Orientierung im Leben, bei der Hand zu haben, und um dasselbe, ohne je irre zu werden, stets im richtigen Lichte zu erblicken, ist nichts tauglicher, als dass man sich angewöhne, diese Welt zu betrachten als einen Ort der Buße, also gleichsam als eine Strafanstalt ... wie schon die ältesten Philosophen sie nannten und unter den christlichen Vätern Origenes es mit lobenswerter Kühnheit aussprach; - welche Ansicht derselben auch ihre theoretische und objektive Rechtfertigung findet, nicht bloß in meiner Philosophie, sondern in den Weisheiten aller Zeiten, nämlich im Brahmanismus, im Buddhaismus, beim Empedokles und Pythagoras; wie denn auch Cicero anführt, dass von alten Weisen und bei der Einweisung in die Mysterien gelehrt wurde, ´dass wir wegen bestimmter, in einem früheren Leben begangener Fehler zur Abbüßung der Strafen geboren seien.´“

## Schopenhauer

### Senilia
„Dieses Buch heißt Senilia“. So beginnt die handschriftlich hinterlassene Sammlung kurzer Texte Schopenhauers in den Jahren von April 1852 bis 1860. Kombiniert mit den verschiedensten Einfällen wird die These dargelegt, dass der Mensch im Alter die Strebungen des Willens weitgehend hinter sich und die Vorstellung ganz und gar dominant werden lassen kann. „Man muss nur hübsch alt werden, da giebt sich alles“. Mit seinen Meditationen und den entsprechenden Niederschriften wird die Kunst, alt zu werden, demonstriert. Sie besteht im Grunde darin, wie Schopenhauer sich selbst verhält.

### Christentum oder Buddhismus
Wie an vielen Stellen im Werk Schopenhauers wird auch in den Senilia die jüdisch-christliche Tradition für eine plausible Deutung des Alterns und der Kunst, alt zu werden, verworfen.

„Solange Ihr zur conditio sine qua non [unerlässlichen Bedingung] jeder Philosophie macht, daß sie nach dem Jüdischen Theismus zugeschnitten sei, ist an kein Verständniß der Natur, ja, an keine ernstliche Wahrheitsforschung zu denken.“

Schopenhauer bezeichnet sich gelegentlich als Buddhisten, um sich dem Thema des Altwerdens und des Sterbens gewachsen zu erklären. Man muss, um das Altwerden zu bedenken, von der Grundvoraussetzung ausgehen, dass die Seelen inkarniert werden, um im Verlauf des Lebens das Altwerden zu erlernen – nicht von außen als beigebrachter Lerninhalt, sondern aus sich selbst heraus – als „Ding an sich“.
Der unvergängliche und nicht lehrbare Wert eines Menschen besteht in seiner Fähigkeit, den Willen zu objektivieren. Sie erscheint Schopenhauer angeboren und nicht durch pädagogische Anleitung vermittelbar.

„Daher kommt, wie unser moralischer, so auch unser intellektueller Werth nicht von außen in uns, sondern geht aus der Tiefe unseres eigenen Wesens hervor, und können keine Pestalozzische Erziehungskünste aus einem geborenen Tropf einen denkenden Menschen bilden, nie! er ist als Tropf geboren und muss als Tropf sterben.“

Diese Ansicht geht zurück auf das sokratische Konzept der Maieutik (Hebammenkunst), also die Kunst der Entwicklung des Feten, wenn er aus dem Geburtskanal mit geschickten Handgriffen eine Hilfe erhält, ans Licht der Welt zu gelangen.

### Welt und Zeit
Alle Theorie des Alterns muss in den Kontext von Sein und Zeit gestellt werden. Der Mensch kann nur alt werden, indem er in die Zeitlichkeit eintritt. Zwar wird durch den Tod seine Seele nicht zerstört, aber sie kann sich nur im Verlauf ihrer Inkarnation, also innerhalb der „Welt“ vervollkommnen.

„Die Welt ist nicht gemacht: denn sie ist, wie Okellos Lukanos sagt, von jeher gewesen; weil nämlich die Zeit durch erkennende Wesen, mithin durch die Welt bedingt ist, wie die Welt durch die Zeit. Die Welt ist nicht ohne Zeit möglich; aber die Zeit auch nicht ohne Welt. Diese Beiden sind also unzertrennlich, und ist so wenig eine Zeit, darin keine Welt war, als eine Welt die zu gar keiner Zeit wäre, auch nur zu denken möglich.“

### Wille und Vorstellung
Entscheidend für die Kunst, alt zu werden, sei die Fähigkeit, sich aus dem Dienste des Willens zu lösen.
"Den Thieren sieht man deutlich an, daß ihr Intellekt bloß im Dienste ihres Willens thätig ist: bei den Menschen ist es, in der Regel, nicht viel anders. Auch ihnen sieht man es durchgängig an; ja Manchem sogar auch noch, daß er nie anders thätig war, sondern stets bloß auf die kleinlichen Zwecke des Lebens und die oft so niedrigen und unwürdigen Mittel dazu gerichtet gewesen ist. Wer einen entschiedenen Ueberschuß von Intellekt, über das zum Dienste des Willens nöthige Maaß hinaus, hat, welcher Ueberschuß dann von selbst in eine ganz freie, nicht vom Willen erregte, noch die Zwecke des Willens betreffende Thätigkeit geräth, deren Ergebniß eine rein objektive Auffaßung der Welt und der Dinge seyn wird, – ein solcher Mensch ist ein Genie, und das prägt sich in seinem Antlitz aus: minder stark jedoch auch schon jeder Ueberschuß über das besagte dürftige Maaß."

### Meditation

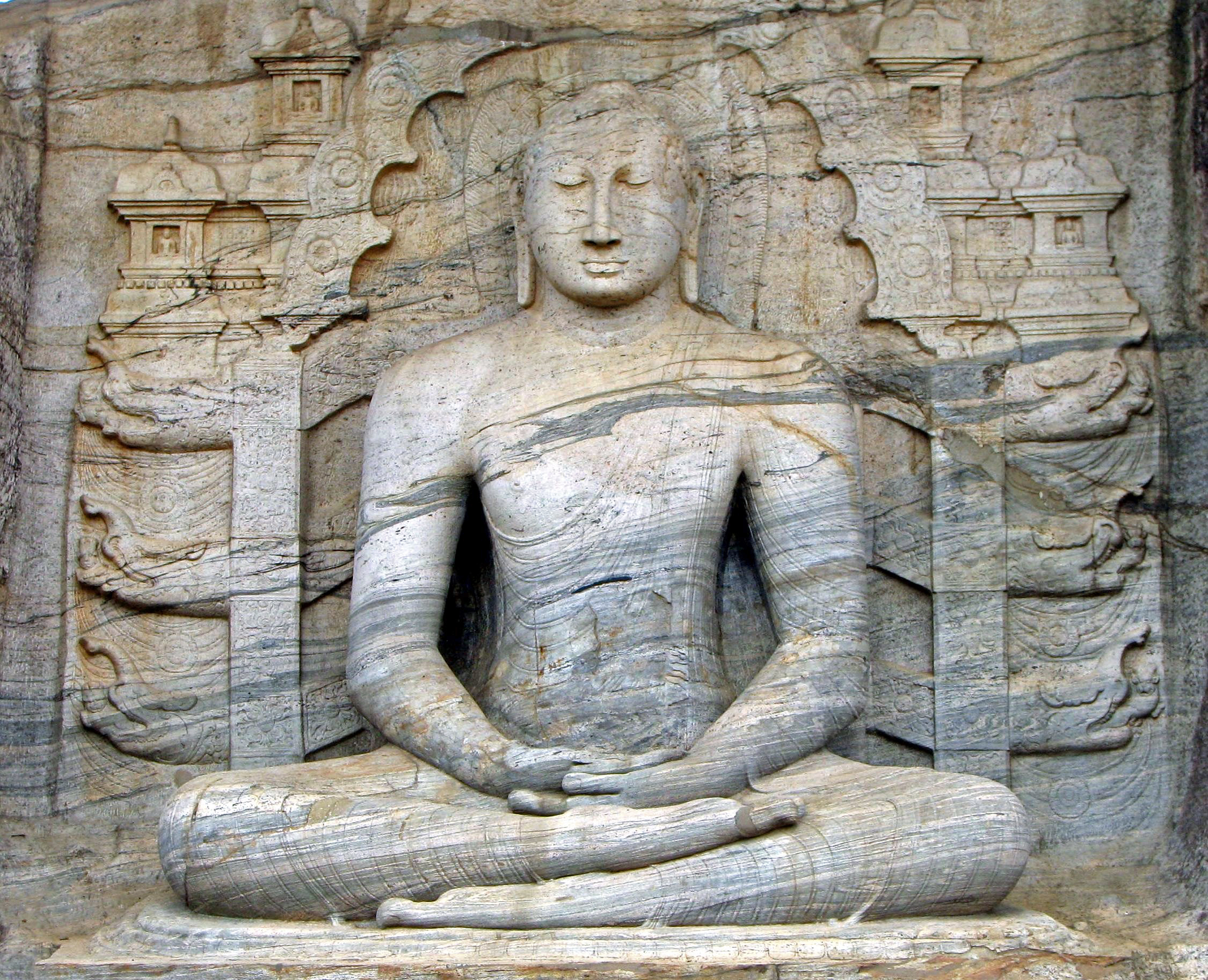
Darstellung des Buddha in Meditationshaltung (Dhyana mudra, Polonnaruwa)

Nach Schopenhauers Ansicht ist ein wahrer Philosoph nicht nur Akademiker, sondern er ist stets auch ein Praktiker der Philosophie. Er meditiert im Sinne der buddhistischen Lehren und sorgt sich um sich selbst; d. h., er bemüht sich, durch praktischen Vollzug seiner Einsichten ein „alter“ Mensch zu werden. Es geht um die seit den Vorsokratikern bis in die Zeit Schopenhauers immer wieder postulierte philosophische Weisheit, ohne die ein Erkennen gar nicht möglich erscheint. So gesehen, sind Schopenhauers Alters-Meditationen in die große Tradition des Platonismus, der Stoa und der christlichen Praxis klösterlichen Lebens zu stellen. Die Kunst, alt zu werden, ist die Kunst, ein praktisch meditierender Philosoph zu sein.
Der spätgriechische Philosoph Boethius hat bereits die Consolatio philosophiae beschrieben, also den Trost, der darin besteht, über Wesentliches nachzudenken, anstatt den alltäglichen Nöten um Macht, Reichtum und Sexualität zugewandt zu sein.
Darum praktiziert der Philosoph das Meditieren:

„Wer zwei oder gar drei Generationen des Menschengeschlechts erlebt, dem wird zu Muthe wie dem Zuschauer der Vorstellungen der Gaukler aller Art in Buden, während der Meße, wenn er sitzen bleibt und eine solche Vorstellung zwei oder drei Mal hinter einander wiederholen sieht: die Sachen waren nämlich nur auf Eine Vorstellung berechnet, machen daher keine Wirkung mehr, nachdem die Täuschung und die Neuheit verschwunden ist.“

### Bewegung, Schlaf, Ernährung
Schopenhauer gibt gelegentlich praktische Tipps, wie man sich am besten verhalten solle, um in Gesundheit alt zu werden. Ist doch das Erreichen eines hohen biologischen Alters jedenfalls Voraussetzung für die Vervollkommnung des inneren Wesens.

„Der Schlaf ist die Quelle aller Gesundheit und der Wächter des Lebens. Ich schlafe noch meine 8 Stunden, meistens ohne alle Unterbrechung. Sie müssen durchaus eineinhalb Stunden täglich rasch gehn, die Zeit dazu von sitzenden Amusements wegnehmend; im Sommer viel kalt baden; wenn Sie nachts aufwachen, ja nichts Gescheutes, oder irgend Interessantes denken, sondern bloß das fadeste Zeug mit vieler Abwechslung, aber in gutem, korrekten Latein: das ist mein Mittel.“

## Biowissenschaftliche Befunde
Das Alters-Wissen der biologischen Disziplinen hat im 20. Jahrhundert die Kunst, alt zu werden, besonders auf zwei Gebieten bereichert:
- körperliche Verhaltensweisen (z. B. Ernährung, Sport, Wohnung etc.)
- Krankheitsprophylaxe, also die Sorge um Frühdiagnostik und Vermeidung schädlicher Einflüsse.

Hierzu finden sich bei Schopenhauer nur relativ spärliche Hinweise. Gar zu wenig waren die Biowissenschaften auf dem Sektor der Altersforschung vorangeschritten.
Auch die Grundlagen-theoretische Erforschung des Alterns ist – besonders durch die Molekularbiologie – erheblich vorangeschritten.

### Physikotheologie des Alterns
Nach Schopenhauers Ansicht ist die Welt nicht durch den Intellekt eines persönlichen Gottes entstanden, dem gegenüber man sich nach Ende des Lebens zu verantworten hätte. Es ist vielmehr der Willen des Wesens selbst, aus dem heraus sich sein Altwerden erklärt.

„So leicht auch der physikotheologische Gedanke, daß ein Intellekt (a mind) es seyn müße, der die Natur gemodelt und geordnet hat, dem rohen Verstande zusagt, so grundverkehrt ist er: Denn der Intellekt ist uns allein aus der animalischen Natur bekannt, folglich ein durchaus sekundäres und untergeordnetes Princip der Welt, und ein Produkt späten Ursprungs, kann daher nimmermehr ihre Bedingung gewesen seyn: hingegen tritt der Wille, welcher Alles erfüllt und in Jedem sich unmittelbar ankündigt, es dadurch bezeichnend als seine Erscheinung, überall als das Ursprüngliche auf. Daher laßen alle teleologischen Thatsachen sich aus dem Willen des Wesens selbst, an dem sie befunden werden, erklären."“

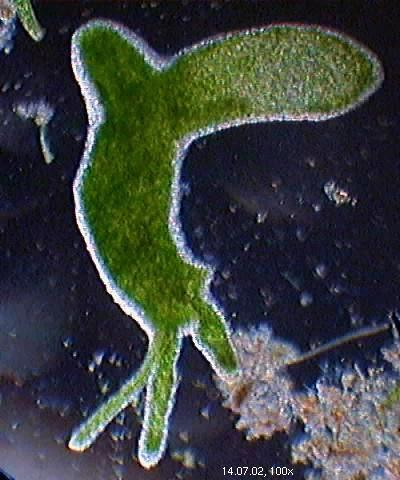
Nur einige einfache Lebewesen, z. B. Süßwasserpolypen (hier Hydra viridis), kennen kein Altern und können unter optimalen Umweltbedingungen theoretisch unendlich alt werden.

Wie wir heute wissen, sind geschlechtliche Vermehrung und Individualtod die Promotoren der Entwicklung im Leben seit ca. 800 Millionen Jahren. Bakterien (Prokaryonten) vermehren sich größtenteils identisch; d. h., dass das Genom vollkommen gleichartig von der Mutterzelle auf die Tochterzelle übergeht. Mit der sexuellen Vermehrung (Eukaryonten) ändert sich dies grundlegend: Dem haploiden (einfachen) Chromosomensatz des Vaters haftet der homologe Chromosomensatz der Mutter an, so dass in der Kunst des Überlebens das jeweils dominante Gen zum Einsatz kommt. In der Phylogenese dieses neuen Vermehrungsprinzips wird kein Schöpfungsakt postuliert.

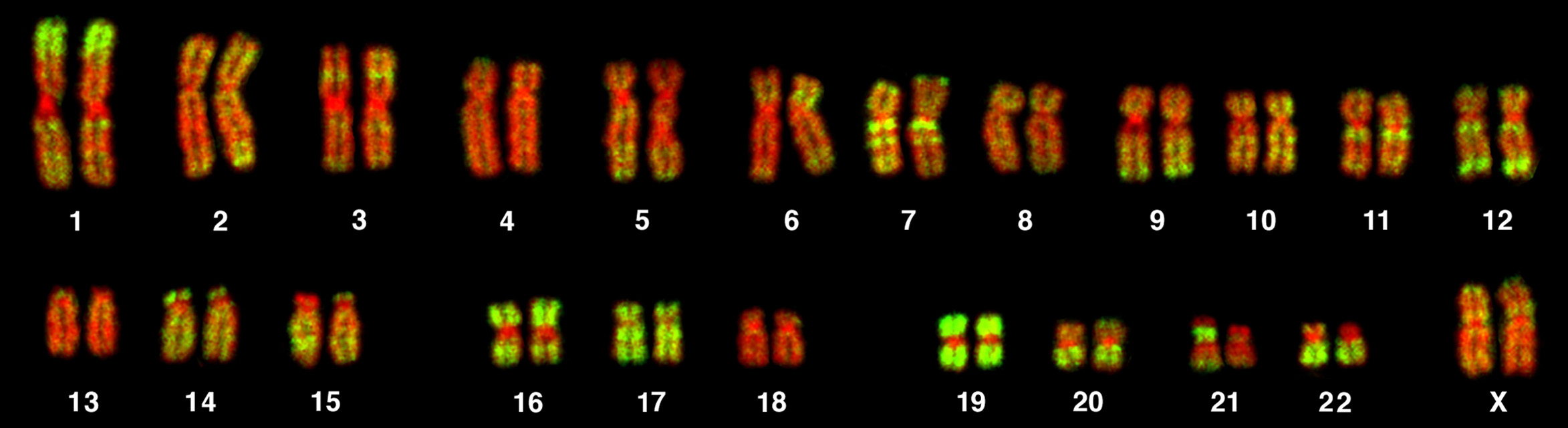
Genreiche und genarme Regionen auf menschlichen Chromosomen. Auf Metaphasechromosomen aus einem menschlichen weiblichen Lymphozyten wurden durch Fluoreszenz-in-situ-Hybridisierung die Alu-Sequenzen markiert (grün). Diese Sequenzen sind in genreichen Abschnitten der Chromosomen besonders häufig. DNA ist rot eingefärbt, so dass auch genarme Regionen sichtbar sind.

Zugleich mit der Anordnung der Chromosomen nebeneinander kommt es zur Bildung von Telomeren und Mesomeren. Das sind hoch replikative Sequenzen, die an den Enden und in der Mitte eines jeden Chromosoms hundertfach vorliegen. Mit jeder Zellteilung nimmt die Anzahl der Telomere ab, und wenn keine Telomere mehr vorhanden sind, ist die betreffende Zelle nicht mehr teilungsfähig. So ist mit der Sexualität der Vermehrung der Individualtod unmittelbar verknüpft.
Diese Errungenschaft in der Entwicklung des Lebens erklärt sich hinreichend aus dem Nacheinander von Mutationen, ohne dass ein individueller Schöpfungsakt angenommen werden muss. Die Molekulargenetik bestätigt insofern Schopenhauers Grundansatz.

### Krankheitsprophylaxe
Das 20./21. Jahrhundert hat vor allem die Frühdiagnostik und die Prävention der Krankheiten des Alters entscheidend vorangebracht. Zunächst wurden die Erreger der großen Infektionskrankheiten identifiziert (Tuberkulose, Syphilis, Pest, Pocken etc.). Die Stoffwechselkrankheiten – besonders Diabetes und Hyperlipidämien – konnten identifiziert und z. T. wirksam therapiert werden. Es folgte die Aufklärung der zahllosen Allergien und Malignome. In jüngster Zeit sind selbst die genetisch fixierten Fehlbildungen mit einiger Aussicht frühzeitig aufzuhalten und in ihrem Fortgang abzumildern.
Schopenhauer bemerkt dazu:

„Die menschliche Lebensdauer wird an zwei Stellen des Alten Testaments ... auf 70 Jahre und, wenn es hoch kommt, 80 gesetzt... Es ist aber doch falsch und ist bloß das Resultat einer rohen und oberflächlichen Auffassung der täglichen Erfahrung. Denn wenn die natürliche Lebensdauer 70 - 80 wäre, so müssten die Leute zwischen 70 und 80 Jahren vor Alter sterben: Dies aber ist gar nicht der Fall: sie sterben, wie die jüngeren, an Krankheiten: die Krankheit aber ist wesentlich eine Abnormität: also ist dies nicht das natürliche Ende. Erst zwischen 90 und 100 Jahren sterben die Menschen, dann aber in der Regel, vor Alter, ohne Todeskampf, ohne Röcheln, ohne Zuckung, bisweilen auch, ohne zu erblassen; welches die Euthanasie heißt.“

### Verhaltens-Vorschläge
Einer der bekanntesten Verfasser von Verhaltensvorschlägen für das Erreichen eines hohen Lebensalters – also einer gewissen Vorbedingung für das Altwerden im schopenhauerschen Sinne – ist Manfred Köhnlechner. Die Vorschläge reichen von zahllosen Nahrungsergänzungsmitteln über diverse Kochkünste (insbesondere die Zubereitung von Gerichten mit ungesättigten Fettsäuren) bis zu spezieller Körperbewegung und meditativer Konzentration.
Schopenhauer hatte ebenfalls eine kleine Anzahl von Vorschlägen parat, die bereits im Kapitel über Schlaf und Bewegung zitiert sind.
Einen besonderen Ansatz stellt gegenwärtig die Erhaltung der Sexualfunktionen dar. Neben der Hormonsubstitution (Östrogen bei Frauen in der Zeit der beginnenden Postmenopause und Testosteron bei Männern in der Zeit nachlassender Libido). In beiden Fällen werden besondere Risiken für bösartige Erkrankungen diskutiert. Östrogensubstitution erfordert besonders strenge Kontrolle des Mammakarzinoms. Testosterongabe erfordert besonders engmaschige Kontrolle des Prostatakarzinoms.
Für Schopenhauer waren die Themen der Hormonsubstitution unbekannt. Lediglich wird die Zeugung als Gegenpunkt in der Diskussion des Sterbens diskutiert:

„Viel richtiger schätzt Plato (im Eingang zur Republik) das Greisenalter glücklich, sofern es den bis dahin uns unablässig beunruhigenden Geschlechtstrieb endlich los ist. Sogar ließe sich behaupten, dass die mannigfaltigen und endlosen Grillen, welche der Geschlechtstrieb erzeugt, und die aus ihnen entstehenden Affekte, einen beständigen, gelinden Wahnsinn im Menschen unterhalten, solange er unter Einfluss jenes Triebes oder jenes Teufels, von dem er stets besessen ist, steht.“

Die Kunst, alt zu werden, ist bei Schopenhauer eben nicht die Kunst, möglichst lange zu leben, sondern die Kunst, eine alte Seele im Sinne der buddhistischen Reinkarnationstheorie zu werden. Lediglich bietet ein langes Leben bessere Chancen, sich in der Kunst, eine alte Seele zu werden, zu qualifizieren. Langes Leben ist sozusagen eine Conditio sine qua non (unverzichtbare Bedingung) für die Kunst, alt zu werden.
Und genau in diesem Punkt ist die Altersforschung des 20./21. Jahrhunderts weit über Schopenhauer hinausgelangt. Testosteron ist ja nicht nur ein Sexualhormon, sondern es wirkt anabolisch; d. h., Muskeln, Knochen und Sehnen werden reichlicher gebildet, so dass den Atrophien des Alters vorgebeugt wird. Allerdings hat sich die Hoffnung auf Steigerung der Lebenserwartung durch Hormonsubstition nicht bestätigt.
Ebenso ist die Östrogensubstitution wirksam gegen Osteoporose, Arteriosklerose und Demenz. Das seit Jahrtausenden gültige Klischee von der nachlassenden Belästigung durch Sexualität ist unter den Gesichtspunkten der Hormonsubstitution revisionsbedürftig.

## Psychosoziales Altern
Erstaunlich geringe Beachtung finden bei Schopenhauer die psychosozialen Faktoren des Alterns. Die Biografie Schopenhauers zeigt eine große Zurückhaltung gegenüber geselligen Kontakten. Gar zu sehr hat der Versuch, in der philosophischen Praxis Meditation zu üben, den sog. Pessimisten von fröhlicher Gesellschaft ferngehalten.
Andererseits ist inzwischen gut bekannt, dass eine positive Einstellung zu den Inhalten des Lebens in Gesellschaft lebensverlängernde Wirkung hat. Disengagement, also eine negative Haltung gegenüber der sozialen Umgebung, ist mit niedrigerer Lebenserwartung verbunden.
Auch ist die Involution der Sprache mit ihren organischen und gesellschaftlichen Komponenten ein entscheidender Faktor bei der Erforschung des Altwerdens in der Zeit nach Schopenhauer geworden. Schopenhauers Zurückhaltung gegenüber der Gesellschaft ist vor allem durch die Bildung von Gesellschaften älterer Männer – und später auch reifer Damen – konterkariert worden.
Lediglich in der Musik erkennt Schopenhauer einen erheblichen Beitrag zur Kunst, alt zu werden:

„Nun ferner in den gesammten die Harmonie hervorbringenden Ripienstimmen, zwischen dem Basse und der leitenden, die Melodie singenden Stimme, erkenne ich die gesammte Stufenfolge der Ideen wieder, in denen der Wille sich objektivirt. Die dem Baß näher stehenden sind die niedrigeren jener Stufen, die noch unorganisch, aber schon mehrfach sich äußernden Körper: die höher liegenden repräsentieren mir die Pflanzen- und die Thierwelt. […] Endlich in der Melodie, in der hohen, singenden, das Ganze leitenden und mit ungebundener Willkür in ununterbrochenem, bedeutungsvollem Zusammenhange eines Gedankens von Anfang bis zum Ende fortschreitenden, ein Ganzes darstellenden Hauptstimme, erkenne ich die höchste Stufe der Objektivation des Willens wieder, das besonnene Leben und Streben des Menschen.“

In einer Studie aus den achtziger Jahren des 20. Jahrhunderts  sollten 70- bis achtzigjährige Männer sich in einer simulierten Umgebung aus dem Jahr 1959 aufhalten und über nichts als positive Lebensinhalte aus dieser Zeit miteinander reden. Als Ergebnis wurde festgestellt, dass sich die Versuchspersonen in Bezug auf Sehkraft und Beweglichkeit der Gelenke verbessern konnten.
Andererseits ist das Misstrauen gegenüber eigenen Fähigkeiten in seinem Zusammenhang mit tatsächlichen motorischen Leistungen untersucht worden. Die Ergebnisse zeigen den Einfluss des Misstrauens im Sinne des Schopenhauerschen Pessimismus.

## Fazit
Schopenhauer sieht seine Meditationen über die Kunst, alt zu werden, als Fortsetzung einer langen Reihe philosophischer und theologischer Lehren aus Antike, Mittelalter und Neuzeit. Er verbindet seine Theorie mit praktischer Lebensführung im Sinne der Kunst, alt zu werden. Sein Anschluss an ostasiatische Lehren verweist auf die Kunst des seelischen Altwerdens. Neben Schlaf, Sport und Hygiene ist vor allem die Objektivation des Weltwillens entscheidend. Musik dürfte hierbei besondere Hilfen bieten.
Die Biowissenschaften des 20. Jahrhunderts haben vor allem pharmakologische Ansätze entwickelt, die über Schopenhauer weit hinausgehen, aber den Ansatz einer philosophischen Praxis keineswegs relativieren. Lediglich aus einem besseren Verständnis hinduistischer Seelenvorstellungen ergibt sich die Überwindung des schopenhauerschen Pessimismus. Altwerden der Seele ist das Ziel allen höheren Lebens und hat die Vervollkommnung für ein späteres Leben zur Folge.